# Palhaço Sorriso
Palhaço Sorriso, nome artístico de João Francisco de Oliveira Lourenço, é um artista musical infantil, ilusionista, um dos palhaços mais populares portugueses. Nasceu em Cascais a 10 de Março de 1988. Iniciou a sua atividade em 2002, realizando espetáculos em eventos. 

## Biografia
Frequentou a escola de artes circenses Chapitô. Em 2010 fundou a empresa de eventos e produtora Magimax, voltada para o mercado dos eventos infantis em Portugal. 
Começou a sua carreira na música infantojuvenil em 2011, quando lançou o seu primeiro álbum com o sucesso "Magia!". 
Em 2016, faz sucesso com o single "É Festa!", do álbum Sorriso SuperStar. Já nessa altura era o palhaço português mais procurado na internet. 
Teve diversas participações televisivas. Atinge ainda maior popularidade na plataforma digital de vídeos curtos TikTok, sendo fenómeno de visualizações entre a comunidade mais jovem.[ligação inativa]

## Discografia

### Álbuns de estúdio
- Palhaço Sorriso (2011)[7]
- Sorriso SuperStar (2016)[9][10]